# Joshua Jackson
Joshua Carter Jackson (Vancouver, 11 de junio de 1978) es un actor canadiense. Es conocido por su papel protagónico como Charlie Conway en la trilogía de películas The Mighty Ducks y como Pacey Witter en la serie dramática para adolescentes, Dawson's Creek (1998-2003), Peter Bishop en la serie de ciencia ficción, Fringe (2008-2013), Cole Lockhart en la serie dramática, The Affair (2014-2018), Mickey Joseph en la miniserie de drama, When They See Us (2019) y Bill Richardson en la miniserie de drama, Little Fires Everywhere (2020).
Las películas más conocidas de Jackson incluyen la serie de películas The Mighty Ducks (1992-1996), Cruel Intentions (1999), The Skulls (2000) y Shutter (2008). Por su actuación en la película independiente canadiense One Week (2008), Jackson ganó el premio Genie a la mejor interpretación de un actor en un papel principal.

## Primeros años
Jackson nació en Vancouver, de sus padres, John y Fiona. Su madre es directora de casting. El padre es de Texas, y su madre es nativa de Ballyfermot, Dublín, Irlanda, habiendo inmigrado a América del Norte a finales de la década de 1960. Tiene una hermana menor, Aisleagh, y dos medio hermanos mayores, Jonathan y Lyman. Fue criado como católico.
Jackson vivió en California hasta la edad de 8 años. Se mudó a Vancouver con su madre y su hermana menor. Asistió a Ideal Mini School y luego se cambió a Kitsilano Secondary School. En una entrevista con The New York Times, Jackson dijo que una vez lo expulsaron de la escuela secundaria debido a The Jon Stewart Show: "[El programa] se reproducía, al menos donde yo crecí, a la 1:30 de la mañana, así que me quedaba despierto por la noche para ver a Jon Stewart, pero luego estaba demasiado cansado, o demasiado perezoso, para ir a la escuela por la mañana. Así que simplemente no tomaba las primeras clases, porque quería estar fresco cuando llegara allí".

## Carrera
Jackson comenzó a actuar en un pequeño papel en la película Crooked Hearts en 1991. Al año siguiente, interpretó el papel de Charlie en una versión musical de Willy Wonka & the Chocolate Factory. En este punto, con la ayuda de la directora de casting de la obra, Laura Kennedy, se unió a la Agencia William Morris. Poco después, consiguió el papel de Charlie (#96) en las películas, The Mighty Ducks, interpretando a un joven y aspirante a jugador de hockey.
Joshua Jackson pasó a aparecer como Pacey Witter en Dawson's Creek, que fue creada por Kevin Williamson y se transmitió en la cadena The WB de 1998 a 2003, y también protagonizada por James Van Der Beek, Michelle Williams y Katie Holmes. Mientras el programa estaba en pausa, apareció en varias películas, incluidas Cruel Intentions (una adaptación yuppie de Les Liaisons dangeruses de Nueva York que también protagonizó Sarah Michelle Gellar y Ryan Phillippe), The Skulls, The Safety of Objects, The Laramie Project y un corto cameo en la adaptación de Ocean's Eleven en la que aparece como él mismo en una escena de póquer con Brad Pitt, George Clooney y Holly Marie Combs, entre otros. En 2000, también actuó como estrella invitada en la temporada 12 de Los Simpson, dando voz al personaje de Jesse Grass, un "ecologista guapo" e interés amoroso por Lisa Simpson en el episodio «Lisa the Tree Hugger». También fue elegido como "Beau" en la película Gossip en 2000 con los actores James Marsden, Kate Hudson y Norman Reedus.
Poco después de que Dawson's Creek terminara en 2003, Jackson interpretó el papel principal en películas junto a Dennis Hopper (Americano), Harvey Keitel (Shadows in the Sun) y Donald Sutherland (Aurora Borealis). En 2005, Jackson se mudó al Reino Unido e hizo su debut en el teatro en el West End de Londres con Patrick Stewart en la obra de dos hombres de David Mamet, A Life in the Theatre. La obra fue un éxito de crítica y popularidad, y se desarrolló de febrero a abril de ese año. Jackson dijo que consideraría volver al escenario para probar suerte en Broadway. Su siguiente papel cinematográfico fue en Bobby, dirigida por Emilio Estevez, el coprotagonista de Jackson en The Mighty Ducks. Interpretó un papel principal en Shutter, una nueva versión estadounidense de una película de terror tailandesa del mismo nombre. Protagonizó y actuó como productor ejecutivo en la película independiente canadiense One Week, que estrenó el 6 de marzo de 2009.
De 2008 a 2013, Jackson interpretó el papel principal de Peter Bishop en la serie de ciencia ficción, Fringe, creada por J. J. Abrams, Roberto Orci y Alex Kurtzman. La serie se transmitió en la cadena Fox TV y fue el segundo programa nuevo con mayor audiencia de la temporada 2008-2009, después de The Mentalist de CBS. BuddyTV lo clasificó en el puesto 9 en su lista de "Los 100 hombres más sexys de 2010", en el puesto 19 en 2011 y en el puesto 14 en 2012.
Jackson fue nominado para el premio Genie a la mejor interpretación de un actor en un papel principal por la película, One Week. Ganó el premio el 12 de abril de 2010. Realizó y presentó la satírica Pacey-Con en 2010, directamente al otro lado de la calle de la Comic-Con de San Diego, luciendo una camiseta de bolos y repartiendo fan fiction, escrita por fanáticos de Dawson's Creek, a quienes esperaban en la línea de entrada de la Comic-Con. Las imágenes del evento se grabaron para un video, titulado «Pacey-Con», que estaba filmando para el sitio web de humor de celebridades Funny or Die de Will Ferrell. En 2013, Jackson apareció en la película Inescapable (2013) de IFC con Marisa Tomei y Alexander Siddig. Jackson escribió la primera historia de la trilogía de cómics, Beyond the Fringe, titulada «Peter and the Machine». Jackson protagonizó el exitoso programa de televisión de Showtime, The Affair, donde interpretó a Cole Lockhart, el esposo protagonista de la infiel Alison Lockhart.
En marzo de 2018, Jackson hizo su debut teatral en Broadway, Children of a Lesser God, donde interpretó a James Leeds, un maestro poco convencional en la escuela para sordos que tiene una relación profesional y romántica conflictiva con una exalumna sorda, Sarah Norman (Lauren Ridloff). La obra se desarrolló hasta mayo de 2018.
En 2019, Jackson interpretó al abogado defensor Mickey Joseph en la miniserie dramática de Netflix, When They See Us.

En 2020, Jackson coprotagonizó con Reese Witherspoon y Kerry Washington en la miniserie de Hulu, Little Fires Everywhere, basada en la novela de Celeste Ng.
Jackson ha sido elegido para el papel principal en Dr. Death, basado en el podcast del mismo nombre.

## Vida personal
Jackson estuvo en una relación con la coprotagonista de Dawson's Creek, Katie Holmes, durante las dos primeras temporadas de la serie. Holmes afirma que Jackson fue su primer amor.
Jackson comenzó a salir con la actriz alemana Diane Kruger en 2006. Jackson y Kruger terminaron su relación en 2016 después de 10 años juntos. Es dueño de la casa de su infancia en Topanga, California. Anteriormente vivió en Wilmington, Carolina del Norte, donde se filmó Dawson's Creek; y en Nueva York, donde Fringe filmó su primera temporada. En 2009, regresó a Vancouver para filmar cuatro temporadas del programa antes de que se emitiera el último episodio el 18 de enero de 2013.
Cuando Jackson definió al que fuera su personaje en Dawson's Creek, Pacey, admitió que «hace cinco años yo tenía problemas similares a los que afronta Pacey. Ambos crecimos en una atmósfera comunitaria. Él creció en un pueblo mucho más pequeño, que tiene sus propias limitaciones y beneficios, pero yo crecí en una comunidad en la que conocía a todos en el vecindario, iba al colegio con los mismos chicos y pasé una década de mi vida con las mismas personas. Como Pacey, también tengo un extraño sentido del humor, me gusta reír, pasarlo bien y muchas veces me he metido en problemas por ello. Pero ninguno de nosotros es travieso por el simple hecho de serlo. Pacey está en su propio mundo, haciendo sus cosas, lo que por desgracia parece ofender a muchas personas [...] Pacey es básicamente un extraño en la escuela y se siente desconectado de su propia familia. Siempre le han hecho sentir que es un fracasado y que nunca tendrá éxito, así que piensa que puede hacer cualquier cosa que quiera sin tener nada que perder. Encuentra un grupo de amigos que lo quieren por lo que es y aprecian sus extrañas cualidades. Pacey también es el extraño en su familia. Su padre es el alguacil de Capeside, y su hermano es el comisionado. Se siente más cercano a su madre y hermanas, pero ellas están fuera del pueblo, estudiando. Por la dinámica de su familia, Pacey se siente más cómodo con las mujeres. Yo fui criado entre mujeres, éramos tan solo mi madre, mi hermana y yo, y por eso también me siento más cómodo entre las mujeres». Aunque, como todos los miembros de Dawson's Creek, vivió junto a su perro en Wilmington, Carolina del Norte, Jackson llamó hogar a Vancouver. Además, en las primeras temporadas de la serie compartió departamento con James Van Der Beek.
Jackson comenzó una relación con la modelo y actriz británica Jodie Turner-Smith en 2018. Se casaron en diciembre de 2019 y tienen una hija, Juno Rose Diana Jackson, nacida en abril de 2020. En octubre de 2023 se confirmó su divorcio.
Jackson es fanático del equipo de hockey Vancouver Canucks. Fue arrestado el 9 de noviembre de 2002 en un juego de hockey de los Carolina Hurricanes en Raleigh, Carolina del Norte, luego de una pelea con un guardia de seguridad. Fue acusado de agresión, reyerta e intoxicación y perturbación pública, con un contenido de alcohol en sangre de 0,14. Los fiscales acordaron desestimar el cargo de agresión y Jackson aceptó asistir a un programa de educación sobre el alcohol y realizar 24 horas de servicio comunitario para que se retirara el cargo restante.

## Filmografía

### Cine
| Año  | Película                | Personaje                    | Observaciones                          |
| ---- | ----------------------- | ---------------------------- | -------------------------------------- |
| 1991 | Crooked Hearts          | Tom (11 años)                |                                        |
| 1992 | The Mighty Ducks        | Charlie Conway               |                                        |
| 1993 | Digger                  | Billy                        |                                        |
| 1994 | D2: The Mighty Ducks    | Charlie Conway               |                                        |
| 1994 | Andre                   | Mark Baker                   |                                        |
| 1995 | Magic in the Water      | Joshua Black                 |                                        |
| 1996 | D3: The Mighty Ducks    | Charlie Conway               |                                        |
| 1997 | Scream 2                | Chico de la clase de cine #1 |                                        |
| 1998 | The Battery             |                              | Cortometraje                           |
| 1998 | Apt Pupil               | Joey                         |                                        |
| 1998 | Urban Legend            | Damon Brooks                 |                                        |
| 1999 | Cruel Intentions        | Blaine Tuttle                |                                        |
| 1999 | Muppets from Space      | Pacey Witter                 | Cameo, no acreditado                   |
| 2000 | The Skulls              | Lucas 'Luke' McNamara        |                                        |
| 2000 | Gossip                  | Beau Edson                   |                                        |
| 2001 | The Safety of Objects   | Paul Gold                    |                                        |
| 2001 | Ocean's Eleven          | Él mismo                     | Cameo                                  |
| 2002 | The Laramie Project     | Matt Galloway                |                                        |
| 2002 | Lone Star State of Mind | Earl Crest                   | Título alternativo: Cowboys and Idiots |
| 2003 | I Love Your Work        | John                         |                                        |
| 2005 | Cursed                  | Jake Taylor                  |                                        |
| 2005 | Racing Stripes          | Trenton's Pride              | Papel de voz                           |
| 2005 | Americano               | Chris McKinley               |                                        |
| 2005 | Aurora Borealis         | Duncan Shorter               |                                        |
| 2005 | The Shadow Dancer       | Jeremy Taylor                | Título alternativo: Shadows in the Sun |
| 2006 | Bobby                   | Wade Buckley                 |                                        |
| 2007 | Battle in Seattle       | Randall                      |                                        |
| 2008 | Shutter                 | Benjamin Shaw                |                                        |
| 2008 | Gashole                 | Él mismo                     | Documental                             |
| 2008 | One Week                | Ben Tyler                    |                                        |
| 2012 | Lay the Favorite        | Jeremy                       |                                        |
| 2012 | Inescapable             | Paul                         |                                        |
| 2015 | Sky                     | Detective Ruther             |                                        |
| 2025 | Karate Kid: Legends     | Víctor Lipani                |                                        |

### Televisión
| Año           | Título                    | Personaje               | Observaciones                                            |
| ------------- | ------------------------- | ----------------------- | -------------------------------------------------------- |
| 1991          | Payoff                    | Mac de joven            | Película de televisión                                   |
| 1996          | Champs                    | Matt Mazzilli           | Episodios: «Breaking Up Is Hard to Do», «For Art's Sake» |
| 1996          | Robin of Locksley         | Prince John Jr.         | Película de televisión                                   |
| 1997          | Ronnie & Julie            | Ronnie Monroe           | Película de televisión                                   |
| 1997          | On the Edge of Innocence  | Sammy                   | Película de televisión                                   |
| 1997          | The Outer Limits          | Devon Taylor            | Episodio: «Music of the Spheres»                         |
| 1998—2003     | Dawson's Creek            | Pacey Witter            | Rol principal, serie de TV The CW (128 episodios)        |
| 2000          | Los Simpson               | Jesse Grass             | Episodio: «Lisa the Tree Hugger»                         |
| 2001          | Cubix                     | Brian                   | Voz                                                      |
| 2006          | Capitol Law               | Mark Clayton            | Piloto de televisión                                     |
| 2008–2013     | Fringe                    | Peter Bishop            | 96 episodios                                             |
| 2014-2019     | The Affair                | Cole Lockhart           | 43 episodios                                             |
| 2016          | Gravity Falls             | Voces adicionales       | Episodio: «Weirdmageddon 3: Take Back the Falls»         |
| 2016          | Unbreakable Kimmy Schmidt | Purvis                  | Episodio: «Kimmy Goes to a Hotel!»                       |
| 2016          | Planeta en peligro        | Él mismo                | Episodio: «Collapse of the Oceans»                       |
| 2019          | When They See Us          | Mickey Joseph           | Episodio: «Part Two»                                     |
| 2020          | Little Fires Everywhere   | Bill Richardson         | Miniserie, 7 episodios                                   |
| 2021          | Dr. Death                 | Dr. Christopher Duntsch | Protagonista, miniserie de TV (8 episodios)              |
| 2024-presente | Doctor Odyssey            | Dr. Max Bankman         | Protagonista, serie de TV ABC                            |

### Teatro
| Año       | Título                   | Rol         | Notas                                                |
| --------- | ------------------------ | ----------- | ---------------------------------------------------- |
| 2005      | A Life in The Theatre    | John        | Obra de teatro de David Mamet con Patrick Stewart    |
| 2016      | Smart People             | Brian       | Obra por Lydia R. Diamond en el Second Stage Theater |
| 2017—2018 | Children of a Lesser God | James Leeds | Berkshire Theatre Festival con Kenny Leon Studio 54  |

## Premios y nominaciones
| Año  | Asociación                                 | Categoría                                              | Trabajo nominado         | Resultado |
| ---- | ------------------------------------------ | ------------------------------------------------------ | ------------------------ | --------- |
| 1993 | Young Artist Award                         | Mejor reparto en una película                          | The Mighty Ducks         | Nominado  |
| 1999 | Teen Choice Awards                         | Mejor actor de TV                                      | Dawson's Creek           | Ganador   |
| 2000 | Teen Choice Awards                         | Mejor mentiroso de una película                        | The Skulls               | Nominado  |
| 2000 | Teen Choice Awards                         | Mejor actor de TV                                      | Dawson's Creek           | Ganador   |
| 2000 | Young Hollywood Award                      | Superestrella masculina del mañana                     | —                        | Ganador   |
| 2001 | Teen Choice Awards                         | Mejor actor de TV                                      | Dawson's Creek           | Ganador   |
| 2002 | Teen Choice Awards                         | Mejor actor de TV                                      | Dawson's Creek           | Nominado  |
| 2003 | Teen Choice Awards                         | Mejor actor de TV                                      | Dawson's Creek           | Nominado  |
| 2005 | Ft. Lauderdale International Film Festival | Mejor Actor                                            | Aurora Borealis          | Ganador   |
| 2006 | Hollywood Film Festival                    | Mejor reparto del año                                  | Bobby                    | Ganador   |
| 2006 | Premios Satellite                          | Premio Satellite al mejor actor - Drama                | Aurora Borealis          | Nominado  |
| 2007 | Premios del Sindicato de Actores           | Mejor reparto                                          | Bobby                    | Nominado  |
| 2009 | Teen Choice Awards                         | Mejor actor de fantasía/ciencia ficción                | Fringe                   | Nominado  |
| 2010 | Premios Genie                              | Mejor interpretación de un actor en un papel principal | One Week                 | Ganador   |
| 2010 | Teen Choice Awards                         | Mejor actor de fantasía/ciencia ficción                | Fringe                   | Nominado  |
| 2011 | Teen Choice Awards                         | Mejor actor de fantasía/ciencia ficción                | Fringe                   | Nominado  |
| 2012 | Teen Choice Awards                         | Mejor actor de fantasía/ciencia ficción                | Fringe                   | Nominado  |
| 2013 | Premios Saturn                             | Mejor actor en televisión                              | Fringe                   | Nominado  |
| 2016 | Premios People's Choice                    | Actor de cable prémium favorito                        | The Affair               | Nominado  |
| 2017 | Premios People's Choice                    | Actor de cable prémium favorito                        | The Affair               | Nominado  |
| 2018 | Premios Drama League                       | Premio al Desempeño Distinguido                        | Children of a Lesser God | Nominado  |